# Nadabula
Nadabula (hongrois: Sajóháza) était une municipalité slovaque jusqu'en 1960. Par la suite, à partir de cette année, ce village est devenu une partie de Rožňava (Slovaquie). Le quartier est situé à une distance d'environ 3 kilomètres au nord-ouest du centre de Rožňava, près de la rive du fleuve Sajó (slovaque: Slaná).

## Histoire

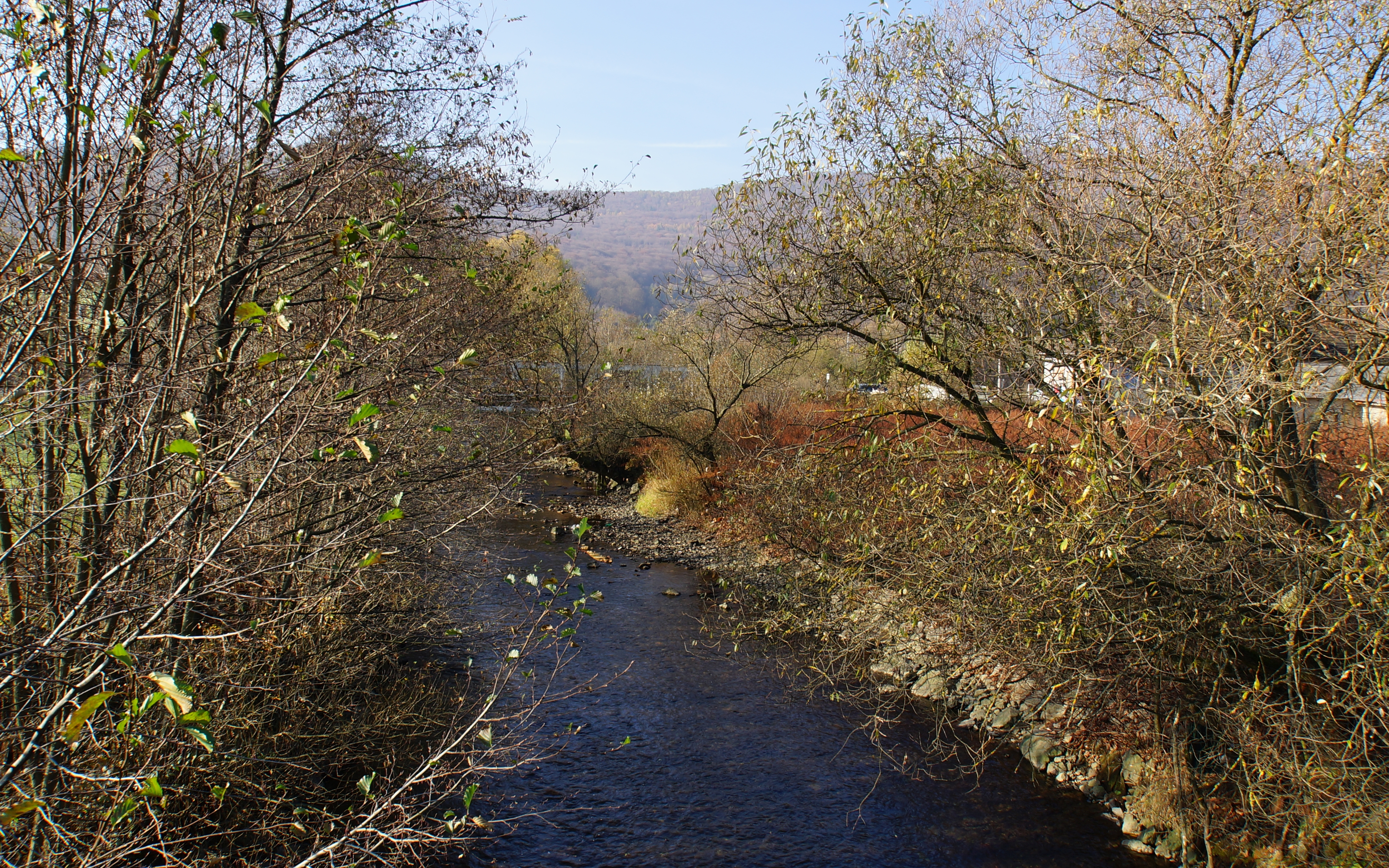
Nadabula est situé près de la rive de la rivière Sajó.

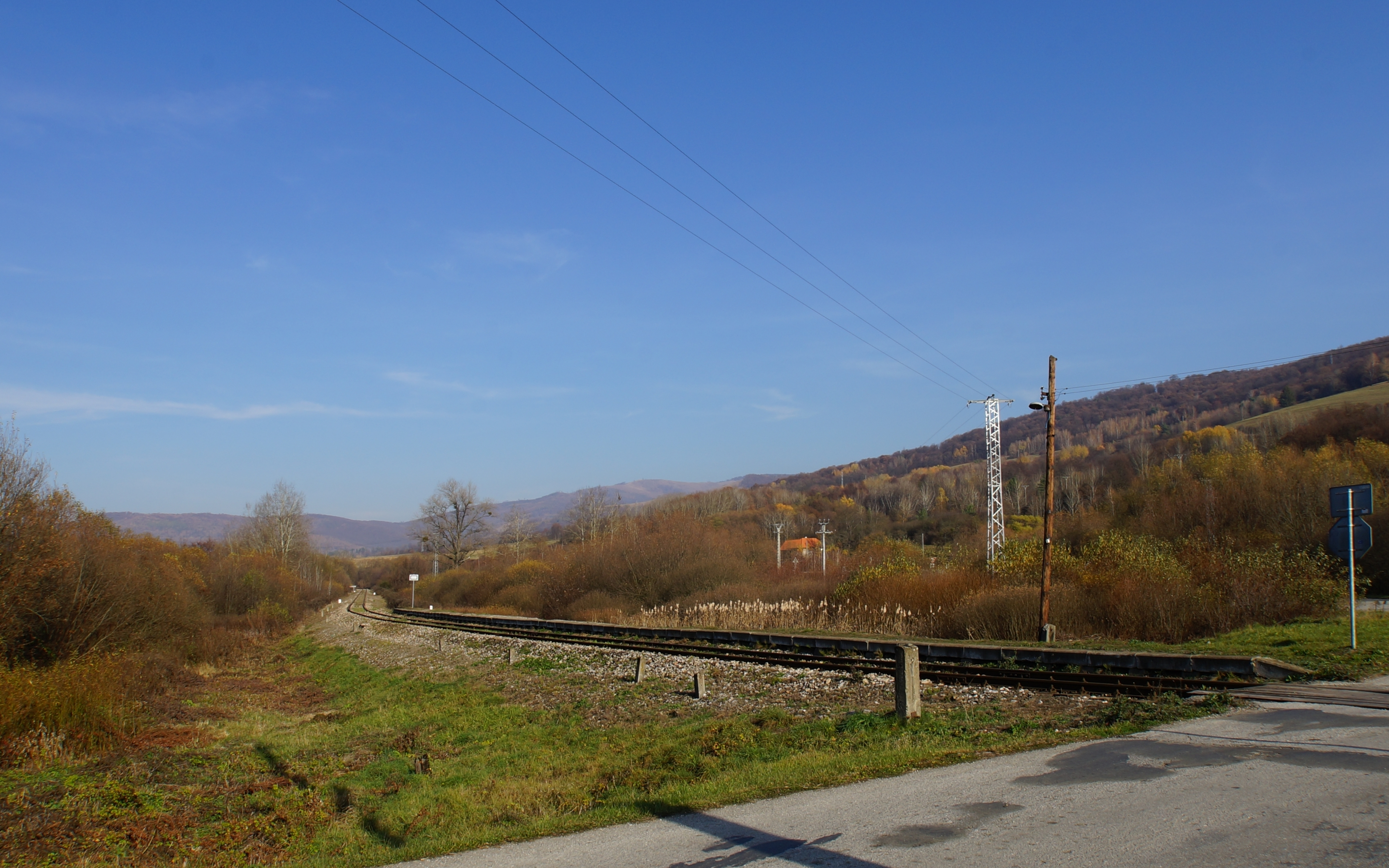
Le village est allongé à côté de la voie ferrée Dobšiná-Rožňava.

La colonie de Nadabula a été fondée dans la seconde moitié du XIVe siècle. Initialement détenue par l'archidiocèse d'Esztergom, elle a été exemptée du paiement des dîmes en tant que zone minière en 1412. En 1414, l'archevêque d'Esztergom lui a donné le nom: Nadabolia. La matière première excavée a été traitée dans la ville voisine de Roznava.
András Vályi (Miskolc, 30 novembre 1764 - Pest, 2 décembre 1801) a décrit le village en 1799 comme suit: un village hongrois composé d'une étroite bande de terre rocheuse, avec de nombreux arbres, avec une population diversifiée: hongrois ou slovaque.
Le village était une partie de l'ancien comitat hongrois de Gömör és Kis-Hont.
En 1828, dans les 153 maisons vivaient 841 habitants, qui avaient principalement l'exploitation minière pour vivre.
À cette époque, l'extraction de minerai de fer a augmenté et Nadabula s'est développée davantage:
- en raison de la croissance de la production minière, une fonderie de fer a été construite dans le village;
- compte tenu de la disponibilité du bois des nombreuses forêts, une papeterie (Gyula Raxer) a également été construite.

Le quartier n'a pas sa propre église.

## Population

### Evolution de la population
- En 1880, Nadabula était habitée par 489 personnes, dont 373 parlaient hongrois et 69 parlaient slovaque.
- En 1890, il y avait 430 habitants. Le hongrois était la langue maternelle de 342 personnes, tandis que 75 habitants s'exprimaient en slovaque.
- En 1900, 550 personnes y vivaient, dont 355 parlaient hongrois et 136 parlaient slovaque.
- En 1910, la majorité des 554 habitants parlaient encore le hongrois et la minorité slovaque.
- En 1921, sur un total de 618 habitants, il y avait 460 Hongrois et 142 Tchécoslovaques.

À partir de 1930, des changements ethniques remarquables ont été notés : sur les 745 habitants, 261 étaient hongrois et 424 tchécoslovaques. En 1941, le village était habité par 844 personnes : 769 Hongrois et 69 Slovaques.

### Né à Nadabula
Haviva Reik

## Transport en commun
Concernant le transport en commun par train, Nadabula dépend de la gare de Rožňava: « Zelezničná stanica Rožňava », située au « Zelezničná 3011 Brzotin Kosicky 049 51 Rožňava » (près de la route no 16).